# Хлоропласты
Хлоропла́сты (от греч. χλωρός — «зелёный» и от πλαστός — «вылепленный») — зелёные пластиды, которые встречаются в клетках фотосинтезирующих эукариот. С их помощью происходит фотосинтез. Хлоропласты содержат хлорофилл. У зелёных растений являются двумембранными органеллами. Под двойной мембраной имеются тилакоиды (мембранные образования, в которых находится электронтранспортная цепь хлоропластов). Тилакоиды высших растений группируются в граны, которые представляют собой стопки сплюснутых и тесно прижатых друг к другу тилакоидов, имеющих форму дисков. Соединяются граны с помощью ламелл. Пространство между оболочкой хлоропласта и тилакоидами называется стромой. В строме содержатся хлоропластные молекулы РНК, пластидная ДНК, рибосомы, крахмальные зёрна, а также ферменты цикла Кальвина.

## Происхождение
В настоящее время общепризнано происхождение хлоропластов путём симбиогенеза.
Предполагают, что хлоропласты возникли из цианобактерий, так как являются двумембранной органеллой, имеют собственную замкнутую кольцевую ДНК и РНК, полноценный аппарат синтеза белка (причем рибосомы прокариотического типа–70S), размножаются бинарным делением, а мембраны тилакоидов похожи на мембраны прокариот (наличием кислых липидов) и напоминают соответствующие органеллы у цианобактерий. У глаукофитовых водорослей вместо типичных хлоропластов в клетках содержатся цианеллы — цианобактерии, потерявшие в результате эндосимбиоза способность к самостоятельному существованию, но отчасти сохранившие цианобактериальную клеточную стенку.
Давность этого события оценивают в 1 — 1,5 млрд лет.
Часть групп организмов получала хлоропласты в результате эндосимбиоза не с прокариотными клетками, а с другими эукариотами, уже имеющими хлоропласты. Этим объясняется наличие в оболочке хлоропластов некоторых организмов более чем двух мембран. Самая внутренняя из этих мембран трактуется как потерявшая клеточную стенку оболочка цианобактерии, внешняя — как стенка симбионтофорной вакуоли хозяина. Промежуточные мембраны — принадлежат вошедшему в симбиоз редуцированному эукариотному организму. У некоторых групп в перипластидном пространстве между второй и третьей мембраной располагается нуклеоморф, сильно редуцированное эукариотное ядро.

## Строение
2. межмембранное пространство

3. внутренняя мембрана (1+2+3: оболочка)

4. строма (жидкость)

5. тилакоид с просветом (люменом) внутри

6. мембрана тилакоида

7. грана (стопка тилакоидов)

8. Межграневый, или строматический, тилакоид (ламела)

9. зерно крахмала

10. рибосома

11. пластидная ДНК

12. пластоглобула (капля жира)
У различных групп организмов хлоропласты значительно различаются по размерам, строению и количеству в клетке. Особенности строения хлоропластов имеют большое таксономическое значение. В основном хлоропласты имеют форму двояковыпуклой линзы, размер их около 4-6 мкм.

### Оболочка хлоропластов
У различных групп организмов оболочка хлоропластов отличается по строению.
У глаукоцистофитовых, красных, зелёных водорослей и у высших растений оболочка состоит из двух мембран. У других эукариотных водорослей хлоропласт дополнительно окружён одной или двумя мембранами. У водорослей, обладающих четырёхмембранными хлоропластами, наружная мембрана обычно переходит в наружную мембрану ядра.
Оболочка хлоропластов состоит из двух различных по свойствам мембран — внешней и внутренней. Они никогда не сливаются друг с другом.
Внешняя мембрана проницаема для большинства неорганических и органических молекул. Она содержит рецепторы и селективные потенциалзависимые каналы, через которые из цитоплазмы поступают ионы, аминокислоты, амины, пептиды, триозофосфаты и другие вещества.
Внутренняя мембрана обладает избирательной проницаемостью. Она содержит специальные транслокаторы, которые пересекают обе мембраны и необходимы для переноса продуктов фотосинтеза в цитозоль.

### Перипластидное пространство
Перипластидное пространство (межмембранное пространство) — компартмент сложных хлоропластов, расположенный между двумя внутренними и наружными мембранами их оболочки. В перипластидном пространстве находятся нуклеоморф, рибосомы и запасное вещество в виде крахмала.
Обычно эти мембраны (2-я и 3-я, если считать от внутренней мембраны) не плотно прилегают друг к другу и между ними заметны участки цитоплазмы с рибосомами.

### Граны
Граны представляют собой стопки дисковидных тилакоидов. Отдельные граны хлоропласта соединятся более длинными ламеллами, которые также называют межграновыми или строматическими тилакоидами. Грановые и межграновые тилакоиды различаются белковым составом.

### Пиреноиды
Пиреноиды — центры синтеза полисахаридов в хлоропластах. Строение пиреноидов разнообразно, и не всегда они морфологически выражены. Могут быть внутрипластидными и стебельчатыми, выступающими в цитоплазму. У зелёных водорослей и растений пиреноиды располагаются внутри хлоропласта, что связано с внутрипластидным запасанием крахмала.

### Стигма
Стигмы, или глазки, встречаются в хлоропластах подвижных клеток водорослей. Стигмы содержат каротиноиды и состоят из липидных глобул. Располагаются вблизи основания жгутика и вместе с особым вздутием на нём выполняют роль фоторецептора, задействованного в осуществлении клеточного фототаксиса.

### Комментарии
1. ↑  Хлоропласты организмов, относящихся к группе хромистов, имеют четырёхслойную оболочку. Предполагается, что в истории их возникновения включение одной клетки в состав другой происходило дважды.
2. ↑  Например, у динофитовых и эвгленовых имеется 3 мембраны, а у охрофитов — 4.
3. ↑  У криптофитовых, хлорарахниофитовых и некоторых динофитовых.